# Ilha Grande, Piauí
Ilha Grande là một đô thị thuộc bang Piauí, Brasil. Đô thị này có diện tích 134,318 km², dân số năm 2007 là 8463 người, mật độ 63,01 người/km².